# Kuangsan
Kuangsan is een bestuurslaag in het regentschap Rembang van de provincie Midden-Java, Indonesië. Kuangsan telt 1859 inwoners (volkstelling 2010).